# ناتالیا کارپنکووا
ناتالیا کارپنکووا (انگلیسی: Natalia Karpenkova؛ زادهٔ ۱ فوریهٔ ۱۹۷۰) ژیمناست زن ترامپولین اهل بلاروس است.